# 特里诺文特人
特里诺文特人（英語：Trinovantes / Trinobantes）是罗马不列颠时期的一支凯尔特部落。他们的领土大概是泰晤士河口北侧萨福克郡到埃塞克斯郡的一片地区，其中包括现今的大伦敦地区。他北邻爱西尼人，西接卡图维劳尼人。其名称来源于凯尔特语前缀“tri-”和“novio”（意为“新”），直译为“非常新”（very new），也有“新来的人”（newcomers）的意思，亦可被灵活的翻译成“朝气蓬勃的人”（the very vigorous people）。首都为卡姆罗多努（今科尔切斯特），可能是卡美洛的遗址。

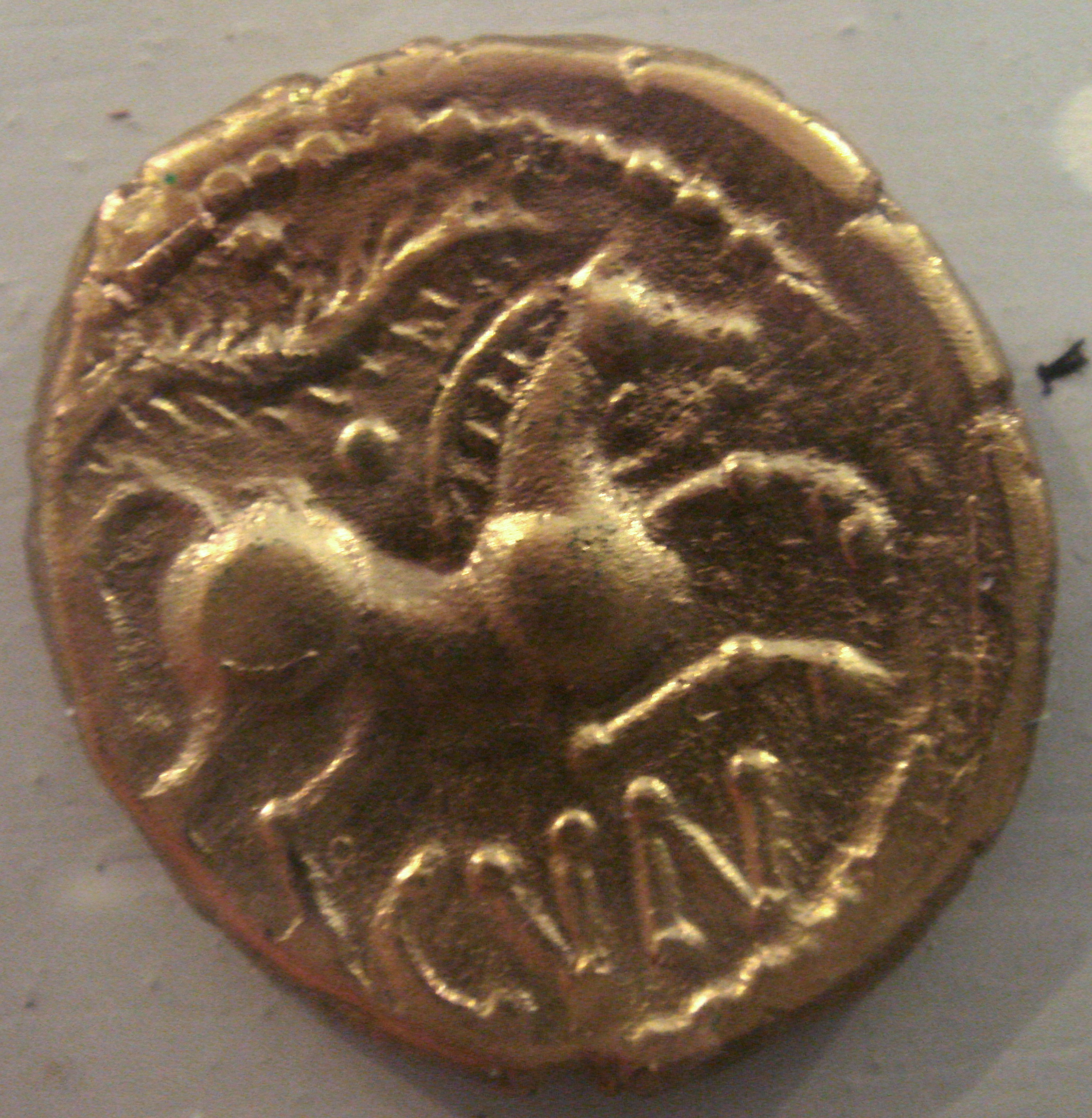
特里诺文特人的钱币。